# سیارک ۸۸۸۱
سیارک ۸۸۸۱ (به انگلیسی: 8881 Prialnik، نامگذاری:1993FW36) هشت هزار و هشتصد و هشتاد و یکمین سیارک کشف شده است که در ۱۹ مارس ۱۹۹۳ کشف شد.
قدر مطلق سیارک برابر ۲۶٫۹ است.